# Filip Mladenović
Filip Mladenović (in serbo Филип Младеновић?; Čačak, 15 agosto 1991) è un calciatore serbo, difensore del Panathīnaïkos e della nazionale serba.

## Carriera

### Club

#### Le giovanili e l'esordio al Borac Čačak e poi Stella Rossa

##### Stagione 2010-2011
Inizia la sua carriera da calciatore nel 2009, quando viene acquistato dal Borac Čačak per militare nella formazione primavera del club di Čačak. Trascorre una sola stagione nella formazione primavera prima di debuttare, con la prima squadra, il 23 novembre 2010 durante il match contro l'Inđija. All'incirca un mese dopo, ottiene la sua prima ammonizione in carriera, ricevuta in occasione della partita giocata contro il Jagodina. Conclude la sua prima stagione tra i professionisti con 18 presenze all'attivo.

##### Stagione 2011-2012
La stagione successiva conquista un posto, stabile, in prima squadra: nella prima parte del campionato, mette in mostra tutte le sue doti calcistiche in netto vantaggio ai suoi coetanei presenti in squadra, in modo tale da guadagnarsi l'apprezzamento dai maggiori club serbi, tra cui la Stella Rossa. Ed è proprio la Stella Rossa che, durante la sessione invernale del calciomercato, decide di acquistare il cartellino del calciatore per una modica cifra di 300.000 euro. Debutta, con la sua nuova squadra, il 3 marzo 2012 durante la partita, vinta, contro lo Spartak Subotica. Sette giorni dopo realizza la sua prima rete, da calciatore professionista, in occasione del match disputato contro lo Javor Ivanjica.
Il 29 settembre 2015 mette a segno una storica doppietta in Champions League contro la Roma.

### Colonia
Il 5 gennaio viene ufficializzato il suo trasferimento al club tedesco. Firma un contratto fino al 2019.

### Nazionale
Nel 2011 debutta con la divisione nazionale Under-21, in occasione del match giocato a Novi Sad contro l'Irlanda del Nord Under-21.

## Statistiche

### Cronologia presenze e reti in nazionale
| Cronologia completa delle presenze e delle reti in nazionale ― Serbia | Cronologia completa delle presenze e delle reti in nazionale ― Serbia | Cronologia completa delle presenze e delle reti in nazionale ― Serbia | Cronologia completa delle presenze e delle reti in nazionale ― Serbia | Cronologia completa delle presenze e delle reti in nazionale ― Serbia | Cronologia completa delle presenze e delle reti in nazionale ― Serbia | Cronologia completa delle presenze e delle reti in nazionale ― Serbia | Cronologia completa delle presenze e delle reti in nazionale ― Serbia |
| Data                                                                  | Città                                                                 | In casa                                                               | Risultato                                                             | Ospiti                                                                | Competizione                                                          | Reti                                                                  | Note                                                                  |
| --------------------------------------------------------------------- | --------------------------------------------------------------------- | --------------------------------------------------------------------- | --------------------------------------------------------------------- | --------------------------------------------------------------------- | --------------------------------------------------------------------- | --------------------------------------------------------------------- | --------------------------------------------------------------------- |
| 31-5-2012                                                             | Reims                                                                 | Francia                                                               | 2 – 0                                                                 | Serbia                                                                | Amichevole                                                            | -                                                                     | 60’                                                                   |
| 23-3-2016                                                             | Poznań                                                                | Polonia                                                               | 1 – 0                                                                 | Serbia                                                                | Amichevole                                                            | -                                                                     | 78’                                                                   |
| 25-5-2016                                                             | Užice                                                                 | Serbia                                                                | 2 – 1                                                                 | Cipro                                                                 | Amichevole                                                            | -                                                                     | 45’ 46’                                                               |
| 5-6-2016                                                              | Monaco                                                                | Serbia                                                                | 1 – 1                                                                 | Russia                                                                | Amichevole                                                            | -                                                                     | 66’                                                                   |
| 5-9-2016                                                              | Belgrado                                                              | Serbia                                                                | 2 – 2                                                                 | Irlanda                                                               | Qual. Mondiali 2018                                                   | -                                                                     | 77’                                                                   |
| 15-11-2016                                                            | Charkiv                                                               | Ucraina                                                               | 2 – 0                                                                 | Serbia                                                                | Amichevole                                                            | -                                                                     |                                                                       |
| 25-3-2019                                                             | Lisbona                                                               | Portogallo                                                            | 1 – 1                                                                 | Serbia                                                                | Qual. Euro 2020                                                       | -                                                                     | 77’                                                                   |
| 10-10-2019                                                            | Kruševac                                                              | Serbia                                                                | 1 – 0                                                                 | Paraguay                                                              | Amichevole                                                            | -                                                                     | 66’                                                                   |
| 14-10-2019                                                            | Vilnius                                                               | Lituania                                                              | 1 – 2                                                                 | Serbia                                                                | Qual. Euro 2020                                                       | -                                                                     |                                                                       |
| 14-11-2019                                                            | Belgrado                                                              | Serbia                                                                | 3 – 2                                                                 | Lussemburgo                                                           | Qual. Euro 2020                                                       | -                                                                     |                                                                       |
| 11-10-2020                                                            | Belgrado                                                              | Serbia                                                                | 0 – 1                                                                 | Ungheria                                                              | UEFA Nations League 2020-2021 - 1º turno                              | -                                                                     | 70’                                                                   |
| 14-10-2020                                                            | Istanbul                                                              | Turchia                                                               | 2 – 2                                                                 | Serbia                                                                | UEFA Nations League 2020-2021 - 1º turno                              | -                                                                     | 46’                                                                   |
| 12-11-2020                                                            | Belgrado                                                              | Serbia                                                                | 1 – 1 dts (4 – 5 dtr)                                                 | Scozia                                                                | Qual. Euro 2020                                                       | -                                                                     | 59’                                                                   |
| 15-11-2020                                                            | Budapest                                                              | Ungheria                                                              | 1 – 1                                                                 | Serbia                                                                | UEFA Nations League 2020-2021 - 1º turno                              | -                                                                     | 62’                                                                   |
| 18-11-2020                                                            | Belgrado                                                              | Serbia                                                                | 5 – 0                                                                 | Russia                                                                | UEFA Nations League 2020-2021 - 1º turno                              | 1                                                                     | 89’                                                                   |
| 24-3-2021                                                             | Belgrado                                                              | Serbia                                                                | 3 – 2                                                                 | Irlanda                                                               | Qual. Mondiali 2022                                                   | -                                                                     | 46’                                                                   |
| 12-10-2021                                                            | Belgrado                                                              | Serbia                                                                | 3 – 1                                                                 | Azerbaigian                                                           | Qual. Mondiali 2022                                                   | -                                                                     | 88’                                                                   |
| 11-11-2021                                                            | Belgrado                                                              | Serbia                                                                | 4 – 0                                                                 | Qatar                                                                 | Amichevole                                                            | -                                                                     |                                                                       |
| 12-6-2022                                                             | Lubiana                                                               | Slovenia                                                              | 2 – 2                                                                 | Serbia                                                                | UEFA Nations League 2022-2023 - 1º turno                              | -                                                                     | 56’                                                                   |
| 18-11-2022                                                            | Riffa                                                                 | Bahrein                                                               | 1 – 5                                                                 | Serbia                                                                | Amichevole                                                            | -                                                                     |                                                                       |
| 24-11-2022                                                            | Lusail                                                                | Brasile                                                               | 2 – 0                                                                 | Serbia                                                                | Mondiali 2022 - 1º turno                                              | -                                                                     | 66’                                                                   |
| 27-3-2023                                                             | Podgorica                                                             | Montenegro                                                            | 0 – 2                                                                 | Serbia                                                                | Qual. Euro 2024                                                       | -                                                                     | 87’                                                                   |
| 16-6-2023                                                             | Vienna                                                                | Serbia                                                                | 3 – 2                                                                 | Giordania                                                             | Amichevole                                                            | -                                                                     | 46’                                                                   |
| 20-6-2023                                                             | Razgrad                                                               | Bulgaria                                                              | 1 – 1                                                                 | Serbia                                                                | Qual. Euro 2024                                                       | -                                                                     | 71’                                                                   |
| 7-9-2023                                                              | Belgrado                                                              | Serbia                                                                | 1 – 2                                                                 | Ungheria                                                              | Qual. Euro 2024                                                       | -                                                                     | 46’                                                                   |
| 10-9-2023                                                             | Kaunas                                                                | Lituania                                                              | 1 – 3                                                                 | Serbia                                                                | Qual. Euro 2024                                                       | -                                                                     | 84’                                                                   |
| 17-10-2023                                                            | Belgrado                                                              | Serbia                                                                | 3 – 1                                                                 | Montenegro                                                            | Qual. Euro 2024                                                       | -                                                                     | 46’                                                                   |
| 15-11-2023                                                            | Lovanio                                                               | Belgio                                                                | 1 – 0                                                                 | Serbia                                                                | Amichevole                                                            | -                                                                     | 77’                                                                   |
| 19-11-2023                                                            | Leskovac                                                              | Serbia                                                                | 2 – 2                                                                 | Bulgaria                                                              | Qual. Euro 2024                                                       | -                                                                     | 85’                                                                   |
| 21-3-2024                                                             | Mosca                                                                 | Russia                                                                | 4 – 0                                                                 | Serbia                                                                | Amichevole                                                            | -                                                                     | 57’                                                                   |
| 8-6-2024                                                              | Solna                                                                 | Svezia                                                                | 0 – 3                                                                 | Serbia                                                                | Amichevole                                                            | -                                                                     | 62’                                                                   |
| 16-6-2024                                                             | Gelsenkirchen                                                         | Serbia                                                                | 0 – 1                                                                 | Inghilterra                                                           | Euro 2024 - 1º turno                                                  | -                                                                     | 43’                                                                   |
| 20-6-2024                                                             | Monaco di Baviera                                                     | Slovenia                                                              | 1 – 1                                                                 | Serbia                                                                | Euro 2024 - 1º turno                                                  | -                                                                     | 25’ 46’                                                               |
| 25-6-2024                                                             | Monaco di Baviera                                                     | Danimarca                                                             | 0 – 0                                                                 | Serbia                                                                | Euro 2024 - 1º turno                                                  | -                                                                     | 73’                                                                   |
| Totale                                                                |                                                                       | Presenze                                                              | 34                                                                    |                                                                       | Reti                                                                  | 1                                                                     |                                                                       |

## Palmarès

### Club

#### Competizioni nazionali
- Campionato bielorusso: 2

BATE: 2014, 2015
- Coppa di Bielorussia: 1

BATE: 2014-2015
- Supercoppa di Bielorussia: 3

BATE: 2014, 2015, 2016
- Campionato polacco: 1

Legia Varsavia: 2020-2021
- Coppa di Polonia: 1

Lechia Danzica: 2018-2019
- Supercoppa di Polonia: 1

Lechia Danzica: 2019
- Coppa di Grecia: 1

Panathinaikos: 2023-2024

##### Individuale
- Giocatore dell'anno dell'Ekstraklasa: 1

2021
- Difensore dell'anno dell'Ekstraklasa: 1

2021